# Río Altar
El río Altar es un río desértico ubicado en el estado mexicano de Sonora, afluente y correspondiente a la cuenca del río Concepción. El área del acuífero comprende una superficie aproximada de 2801 km², localizada en la porción norte del estado, limita al norte con los Estados Unidos, en el área de la República Mexicana colinda al sur con el acuífero Caborca, al este con los acuíferos Río Alisos, Magdalena y Busani, al oeste colinda con el acuífero Arroyo Seco. El río nace en las cercanías de la frontera con Estados Unidos y desemboca en el río Magdalena, formando el Río Concepción.